# Sergio Garrone
Sergio Garrone (* 15. April 1925 in Rom; † 12. Juli 2023 in Tortola, Britische Jungferninseln) war ein italienischer Filmregisseur und Drehbuchautor.

## Leben
Garrone ist der Zwillingsbruder des Schauspielers Riccardo Garrone. 1948 arbeitete er erstmals als Regieassistent, drehte Dokumentationen und war bis 1953 Produktionsassistent. Nach einer Pause vom Filmgeschäft kehrte er Mitte der 1960er Jahre zurück. Sein erster eigener Film war der Western Andere beten – Django schießt im Jahr 1968. Darauf folgten weitere Italowestern, darunter der unter Genrefans hochgeschätzte Django und die Bande der Bluthunde. Mitte des folgenden Jahrzehntes trug er mit zwei Filmen zum umstrittenen Genre der „Nazicamp-Filme“ bei.
Die in den 1980er Jahren in Südamerika entstandenen Filme werden ihm zugeschrieben, wurden jedoch tatsächlich von Gianni Siragusa realisiert.
Er verwendete auch die Pseudonyme Kenneth Freeman und Willy S. Regan.

## Filmografie

### Drehbuchautor
- 1966: Für Dollars ins Jenseits (Deguejo) (& Produktion)
- 1967: Chamaco (Killer Kid)
- 1968: Todeskommando Panthersprung (5 per l'inferno) – Regie: Gianfranco Parolini
- 1969: Blonde Köder für den Mörder
- 1969: Die heiße Masche – Chikago 1920 (Tiempos de Chicago) – Regie: Julio Diamante
- 1971: Kopfgeld für Chako (Bastardo, vamos a matar)
- 1972: Ich, die Nonne und die Schweinehunde (Io monaca… per tre carogne e sette peccatrici) (& Produktion)
- 1979: Zeig mir, wie man's macht (El Periscopio) – Regie: José Ramón Larraz

### Regisseur
- 1967: Andere beten – Django schießt (Se vuoi vivere… spara!)
- 1968: Django und die Bande der Bluthunde (Django il bastardo)
- 1968: Tre croci per non morire
- 1969: Django und Sartana, die tödlichen Zwei (Una lunga fila di croci)
- 1970: La colomba non deve volare (& Drehbuch)
- 1971: Uccidi Django… uccidi per primo!!!
- 1971: Django – Der Tag der Abrechnung (Quel maledetto giorno della resa dei conti)
- 1971: Fuzzy, halt die Ohren steif (Uccidi Django… uccidi per primo!!!)
- 1978: Killer's Gold (Dinero maldito)
- 1981: Der letzte Harem (L'ultimo harem)

### Produzent
- 1967: Rocco - Ich leg' dich um (L'ultimo killer)